# 中國陶瓷史 (書籍)
《中國陶瓷史》是一部由中國硅酸鹽學會組織人員編寫、有關中國陶瓷發展歷史的專著。本書概述了陶器以及瓷器在中國境內從原始社會直至清代的發展歷程，是中華人民共和國成立之後第一部有關陶瓷的通史著作，與另外一本專著《中國陶瓷》在相當一段時間之內是古代陶瓷領域僅有的參考著作。由於中國陶瓷在世界範圍之內的影響力以及重要意義，本書被譯為多種語言，如在日本譯作《中国陶磁通史》，由平凡社發行。

## 參與人員

### 主編小組
- 馮先銘
- 安志敏
- 安全槐
- 朱伯謙

### 科技顧問
- 張福康
- 李家治
- 李國楨

### 藝術顧問
- 鄧白